# کازاک‌ها (مجموعه کارتونی)
کازاک‌ها (اوکراین: Як Козаки) نام سریال کارتونی اوکراینی است که در سال ۱۹۶۷ ساخته شد و تا سال ۲۰۱۶ پخش آن ادامه داشت.
این مجموعه در بخش‌های کوتاه ساخته شده بود و مدت زمان هر قسمت کمتر از ۲۰ دقیقه بود و در آن مکالمه چندانی وجود نداشت.
این کارتون، دربارهٔ تعدادی «کازاک زاپروزیان» است که هربار دست به کار جدیدی می‌زنند و ماجراهایی را پشت سر می‌گذرانند. یکی از قسمت‌های مشهور آن «فوتبال کازاک‌ها» بود که به نقاط مختلف سفر می‌کردند و با تیم‌های گوناگونی با سبک بازیِ مخصوص به‌خود، مسابقه می‌دادند.
کازاک‌ها در دههٔ ۶۰ خورشیدی از تلویزیون ایران نیز پخش شد.